# 拉迪博尔
拉迪博尔（德語：Radibor）是德国萨克森州的市镇，隶属于包岑县。总面积为61.99平方千米，截至2023年12月31日总人口为3,106人。